# Weald-Artois

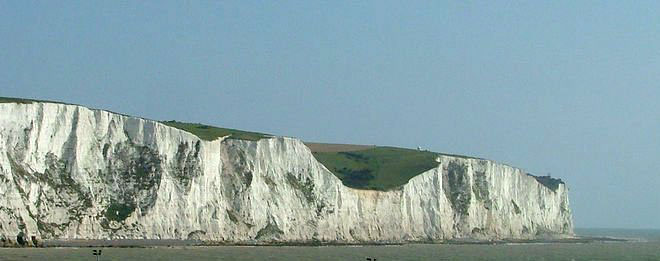
Dovers vita klippor är den mest kända återstoden av Weald-Artois.

Weald-Artois är den forntida kalkstensrygg som fungerade som ett näs mellan orterna Weald i England och Artois i Frankrike och som förband de brittiska öarna med den europeiska kontinenten. Detta näs försvann som en följd av att stora vattenmassor från den smältande isen drog med det material när näset inte längre stod emot trycket från vattenmassorna vilket skapade Engelska kanalen.